# Burgstall bei Burgstall
Burgstall bei Burgstall bezeichnet eine abgegangene hoch- oder mittelalterliche Höhenburg vom Typus einer Turmhügelburg (Motte) auf einer Felskuppe etwa 300 Meter südwestlich von Burgstall (Einöde), einem heutigen Ortsteil der Gemeinde Langdorf im Landkreis Regen in Bayern. Von Langdorf liegt die Motte etwa 2800 m in östlicher Richtung entfernt. Die Anlage wird als Bodendenkmal unter der Aktennummer D-2-6945-0001 im Bayernatlas als „Burgstall des hohen oder späten Mittelalters“ geführt.

## Beschreibung
Oberhalb der Einmündung der Schwarzach in den Schwarzen Regen liegt im spitzen Winkel zwischen den beiden Wasserläufen eine bewaldete, isolierte Gneiskuppe. Hier liegt die Mottenanlage auf dieser natürlichen zehn Meter hohen Felskuppe mit mehreren Wälle und Gräben. Den Kern der Anlage bildet ein abgerundetes Plateau von 25 × 20 m, das steil geböscht zu einem umlaufenden Graben abfällt. Von der östlichen Langseite des inneren Grabens zweigt ein weiterer Grabenzug ab, der im Südosten eine langgezogene, halbmondförmige Vorburg von etwa 10 m Breite umfasst. Dieser geht auf der Westseite in einen Wall über.
Bei Grabungen um 1940 auf dem Plateau wurden Gefäßscherben, kleine Pferdehufeisen, ein Eisenschwert und Graphitschmelztiegelreste gefunden.

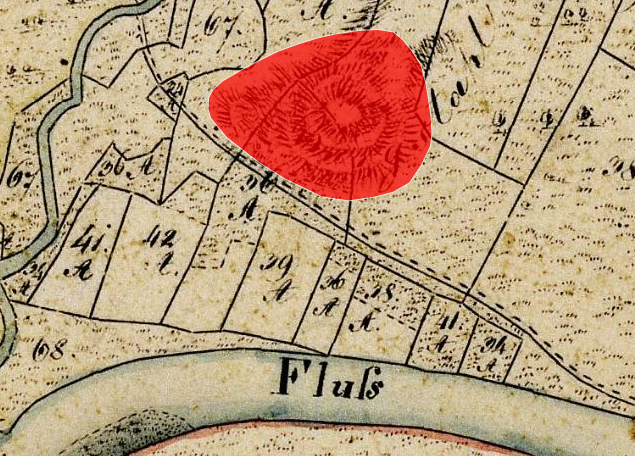
Lageplan des Burgstall bei Burgstall auf dem Urkataster von Bayern